# Кидью
Кидью (англ. Keadue [`ki:dʒu:], также Keadew; ирл. Céideadh ирл. «Зелёный Холм») — деревня в Ирландии, находится в графстве Роскоммон, приход Килронан, (провинция Коннахт) у трасс R284 и R285.
Деревня расположена в очень живописном месте, с севера её огибают горы Брилив и Килронан, с запада лежит озеро Лох-Милах, а с юга и востока протекают реки Фориш и Шаннон.
В 1993 и 2003 годах поселение выигрывало Irish Tidy Towns Competition.

## История

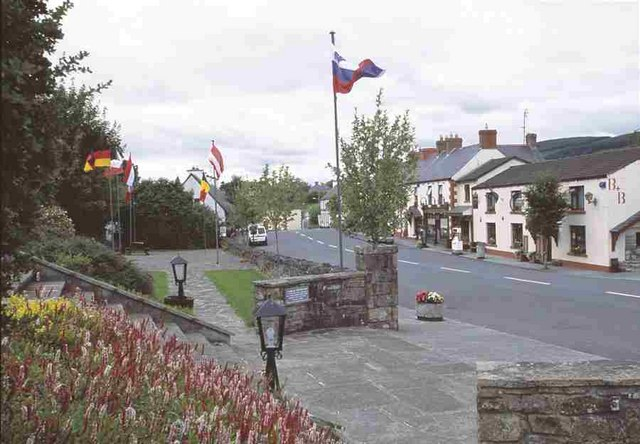

В VIII веке Св. Ронан и его дочь Св. Лазейр заложили на этом месте церковь, которая была перестроена в начале 12-го века О’Дигенанами, кланом наследственных эренахов прихода Килронан и бардов клана Мак-Дермотт. Именно в этом аббатстве похоронен Турлох О’Каролан, в память о котором в деревне ежегодно проводится фестиваль арфистов.
Первопоселенцами в здешних местах были люди из клана Мак-Манус, поэтому раньше деревня носила параллельное название Баллимакманус.
В 1296 году недалеко от Кидью произошло сражение между кланами О’Конноров и О’Фарреллов с одной стороны, и Мак-Дермоттами принцами Мойлурга с другой. Мак-Дермотты одержали победу, укрепив своё влияние в регионе.

## Демография
Население — 219 человек (по переписи 2006 года). В 2002 году население составляло 194 человек.
Данные переписи 2006 года:
| Общие демографические показатели |               |                               |                               |      |      |
| Всё население                    | Всё население | Изменения населения 2002—2006 | Изменения населения 2002—2006 | 2006 | 2006 |
| 2002                             | 2006          | чел.                          | %                             | муж. | жен. |
| 194                              | 219           | 25                            | 12,9                          | 100  | 119  |